# It Is the Business of the Future to Be Dangerous
Albums de Hawkwind
Electric Tepee
(1992) The Business Trip
(1994)
It Is the Business of the Future to Be Dangerous est le dix-huitième album studio du groupe de space rock britannique Hawkwind, sorti en 1993.
Il est enregistré par le même trio que son prédécesseur Electric Tepee. Son titre est une citation du mathématicien et philosophe Alfred North Whitehead.
L'album inclut une reprise de Gimme Shelter des Rolling Stones. Cette reprise, enregistrée pour l'organisation caritative Shelter, était à l'origine un duo avec Samantha Fox, mais elle n'apparaît pas sur la version de l'album, où le chant est assuré par le batteur Richard Chadwick. La reprise originale figure en bonus sur la réédition éditée chez Atomhenge en 2012.

## Fiche technique

### Chansons
| 1.    | It Is the Business of the Future to Be Dangerous | Dave Brock, Richard Chadwick, Alan Davey | 6:23  |
| 2.    | Space Is Their (Palestine)                       | Dave Brock                               | 11:46 |
| 3.    | Tibet Is Not China (Part 1)                      | Alan Davey                               | 3:39  |
| 4.    | Tibet Is Not China (Part 2)                      | Dave Brock, Richard Chadwick, Alan Davey | 3:20  |
| 5.    | Let Barking Dogs Lie                             | Dave Brock, Richard Chadwick, Alan Davey | 9:01  |
| 6.    | Wave Upon Wave                                   | Alan Davey                               | 3:13  |
| 7.    | Letting in the Past (Looking in the Future)      | Dave Brock                               | 2:53  |
| 8.    | The Camera That Could Lie                        | Dave Brock, Alan Davey                   | 4:56  |
| 9.    | 3 or 4 Erections in the Course of a Night        | Dave Brock, Alan Davey                   | 2:02  |
| 10.   | Techno Tropic Zone Exists                        | Dave Brock                               | 4:30  |
| 11.   | Gimme Shelter                                    | Mick Jagger, Keith Richards              | 5:34  |
| 12.   | Avante                                           | Dave Brock, Richard Chadwick, Alan Davey | 6:00  |
| 13.   | Gimme Shelter (avec Samantha Fox)                | Mick Jagger, Keith Richards              | 5:56  |
| 63:17 |                                                  |                                          |       |

### Musiciens
- Dave Brock : guitare, claviers, chant
- Alan Davey : basse, chant
- Richard Chadwick : batterie

### Classements et certifications
| Classement                    | Meilleure position |
| ----------------------------- | ------------------ |
| Royaume-Uni (UK Albums Chart) | 75                 |